# Persenbeug-Gottsdorf
Persenbeug-Gottsdorf je městys v okrese Melk v Dolním Rakousku. Leží na levém břehu Dunaje v nadmořské výšce 222 m. Žije zde přibližně 2 200 obyvatel.
Název obce pochází ze slov "Bösen Beuge" (Divoké ohyby) a je odvozen od nebezpečných skal a vodních vírů ve Strudengau.

## Katastrální území
- Gottsdorf
- Hagsdorf
- Metzling
- Persenbeug

Až do roku 1968 byly obce Persenbeug a Gottsdorf spojeny v jedno obecní společenství.

## Politika
V obecním zastupitelství je 21 křesel. Starostou městyse je Manfred Mitmasser, zástupcem starosty Gerhard Leeb a vedoucím kanceláře je Heinrich Wagner.

## Hospodářství a infrastruktura
Nezemědělských pracovišť bylo v roce 2001 96, zemědělských a lesnických pracovišť bylo v roce 1999 21. Počet výdělečně činných osob v místě bydliště bylo podle sčítání lidu v roce 2001 958, tj. 46,78 %.

## Sport a kultura
- Od roku 1949 je tu SV Gottsdorf-Marbach-Persenbeug
- Koupaliště s hřištěm na plážový volejbal je v Gottsdorfu v blízkosti staré štěrkovny

## Pamětihodnosti
- zámek Persenbeug, kde se 17. srpna 1887 narodil poslední český král, rakouský císař Karel I. († 1922)
- vlastivědné muzeum Persenbeug
- vodní elektrárna Ybbs-Persenbeug na Dunaji, plánovaná od 20. let 20. století a postavená jako první z rakouských dunajských elektráren v letech 1954-1959; stala se jedním ze symbolů poválečné obnovy Rakouské republiky a několikrát týdně umožňuje prohlídky (s průvodcem)

## Osobnosti
- Franz Köck (* 1931), rakouský politik
- Christa Kranzl (* 1960), rakouská politička